# 紙敷
紙敷（かみしき）は、千葉県松戸市の町名。ここでは東松戸（ひがしまつど）についても述べる。

## 概要
紙敷の現行の行政地名は紙敷一丁目から紙敷三丁目と紙敷（丁目なし）。郵便番号は270-2221。
紙敷では2020年現在、一部が土地区画整理組合による土地区画整理事業によって開発が進行中で、当該地区は秋山・高塚新田に町名変更が進んでいる。
東松戸の現行の行政地名は東松戸一丁目から東松戸四丁目。郵便番号は270-2225。
2011年9月の松戸市議会定例会において、紙敷の一部を町名地番変更により東松戸一丁目、東松戸二丁目、東松戸三丁目、東松戸四丁目の4つに変更されることが決議され、2012年2月25日から実施された。同時に東松戸の郵便番号として270-2225が新たに設定された。

## 地理
松戸市の南部に位置し、起伏の多い地区である。両地区の中心にはJR武蔵野線と北総鉄道の交差点・東松戸駅（所在地:東松戸）がある。串崎南町・松飛台・田中新田・河原塚・和名ヶ谷・大橋・秋山・高塚新田、市川市大町と隣接する。
明治時代～大正時代まではこの地区は樹林であった。昭和時代から畑として使用され、昭和後期～平成に入ると住宅・商業地として使用された。1990年代の東松戸駅開業と共に周辺の開発が進んだ。松戸市および区画整理組合の事業は一時停滞したが、再減歩と松戸市のてこ入れにより軌道に乗り、2012年2月24日に本換地処分が完了した。2016年7月19日に紙敷土地区画整理組合はその全事業を完了して解散した。東松戸駅#駅周辺も参照されたい。
紙敷地区は、もと葛飾郡に属し、1889年（明治22年）の町村制施行時には東葛飾郡八柱村大字紙敷であった。八柱村は1938年（昭和13年）、松戸町に編入。1943年には松戸町の市制施行に伴い松戸市大字紙敷となった。区画整理の進展に伴い、2001年に紙敷一丁目、2003年に紙敷二丁目、紙敷三丁目が成立、2012年に東松戸一丁目～四丁目が成立した。現行の行政地名は、紙敷、紙敷一丁目～三丁目、東松戸一丁目～四丁目の8地区に分かれる。
これら8地区の人口・世帯数は次の通りである。紙敷地区の人口は近年大きく伸びており、特に「紙敷」の人口は、2007年から2010年までの3年間で約43％増加した。地区内には「湯浅」姓の世帯が多い。

## 世帯数と人口
2017年（平成29年）11月1日現在の世帯数と人口は以下の通りである。
| 大字・丁目 | 世帯数    | 人口    |
| ---------- | --------- | ------- |
| 紙敷       | 998世帯   | 2,208人 |
| 紙敷一丁目 | 532世帯   | 1,268人 |
| 紙敷二丁目 | 12世帯    | 25人    |
| 紙敷三丁目 | 70世帯    | 186人   |
| 計         | 1,612世帯 | 3,687人 |

### 人口・世帯数の推移
| 年月日 | 2007.11.1 | 2009.4.1 | 2010.11.1 | 2011.4.1 | 2012.3.1 | 2013.4.1 | 2014.4.1 | 2015.4.1 | 2016.4.1 |
| ------ | --------- | -------- | --------- | -------- | -------- | -------- | -------- | -------- | -------- |
| 人口   | 4,768     | 6,376    | 6,800     | 6,965    | 2,513    | 2,585    | 2,637    |          | 2,672    |
| 世帯数 | 2,024     | 2,857    | 2,999     | 3,042    | 1,013    | 1,075    | 1,094    |          | 1,135    |

| 年月日 | 2007.11.1 | 2009.4.1 | 2010.11.1 | 2012.3.1 | 2013.4.1 | 2014.4.1 | 2015.4.1 | 2016.4.1 |
| ------ | --------- | -------- | --------- | -------- | -------- | -------- | -------- | -------- |
| 人口   | 1,039     | 1,071    | 1,100     | 1,133    | 1,130    | 1,193    |          | 1,264    |
| 世帯数 | 418       | 440      | 463       | 482      | 483      | 506      |          | 534      |

| 年月日 | 2007.11.1 | 2009.4.1 | 2010.11.1 | 2012.3.1 | 2013.4.1 | 2014.4.1 | 2015.4.1 | 2016.4.1 |
| ------ | --------- | -------- | --------- | -------- | -------- | -------- | -------- | -------- |
| 人口   | 20        | 18       | 17        | 24       | 24       | 30       |          | 25       |
| 世帯数 | 8         | 8        | 8         | 11       | 12       | 13       |          | 13       |

| 年月日 | 2007.11.1 | 2009.4.1 | 2010.11.1 | 2012.3.1 | 2013.4.1 | 2014.4.1 | 2015.4.1 | 2016.4.1 |
| ------ | --------- | -------- | --------- | -------- | -------- | -------- | -------- | -------- |
| 人口   | 111       | 111      | 113       | 156      | 164      | 164      |          | 173      |
| 世帯数 | 39        | 41       | 41        | 59       | 59       | 59       |          | 65       |

| 年月日 | 2012.3.1 | 2013.4.1 | 2014.4.1 | 2015.4.1 | 2016.4.1 |
| ------ | -------- | -------- | -------- | -------- | -------- |
| 人口   | 2,443    | 2,478    | 2,536    |          | 2,746    |
| 世帯数 | 1,045    | 1,035    | 1,087    |          | 1,165    |

| 年月日 | 2012.3.1 | 2013.4.1 | 2014.4.1 | 2015.4.1 | 2016.4.1 |
| ------ | -------- | -------- | -------- | -------- | -------- |
| 人口   | 915      | 1,344    | 1,429    |          | 1,615    |
| 世帯数 | 418      | 588      | 636      |          | 734      |

| 年月日 | 2012.3.1 | 2013.4.1 | 2014.4.1 | 2015.4.1 | 2016.4.1 |
| ------ | -------- | -------- | -------- | -------- | -------- |
| 人口   | 923      | 947      | 991      |          | 1,088    |
| 世帯数 | 472      | 485      | 516      |          | 581      |

| 年月日 | 2012.3.1 | 2013.4.1 | 2014.4.1 | 2015.4.1 | 2016.4.1 |
| ------ | -------- | -------- | -------- | -------- | -------- |
| 人口   | 398      | 446      | 481      |          | 557      |
| 世帯数 | 177      | 189      | 209      |          | 244      |

## 歴史

### 沿革
- 1873年（明治6年） - 千葉県が誕生
- 1889年（明治22年） - 紙敷・大橋・秋山・高塚新田・和名ヶ谷・河原塚・田中新田・串崎新田の8か村が合併して八柱村が発足する。「八柱」は、8か村が合併したことによる瑞祥地名。
- 1933年（昭和8年） - 松戸町が明村と合併
- 1938年（昭和13年） - 松戸町が八柱村を編入
- 1943年（昭和18年）10月1日 - 東葛飾郡松戸町・高木村・馬橋村が合併し市制施行、松戸市となる。（千葉県では7番目）
- 1987年（昭和62年） - 松戸市紙敷土地区画整理組合設立
- 1990年（平成2年） - 松戸市紙敷土地区画整理工事着工
- 1991年（平成3年） - 北総鉄道の東松戸駅が開業
- 1998年（平成10年） - JR武蔵野線の東松戸駅が開業
- 2007年（平成19年）5月19日 - 東松戸ゆいの花公園が開園
- 2009年（平成21年）
  - 2月14日 - 東松戸駅（北総鉄道）に特急・急行列車が停車を開始
  - 4月30日 - 東松戸中央公園が開園
- 2012年（平成24年）
  - 2月24日 - 紙敷土地区画整理事業の換地処分（本換地）完了
  - 2月25日 - 住所表示が「紙敷」から「東松戸1丁目～4丁目」に変更
- 2016年（平成28年）
  - 4月1日 - 東松戸小学校が開校
  - 7月 - 紙敷土地区画整理組合の解散

## 経済

### 農業
松戸市では、米・ねぎ・大根・かぶ・キャベツなどの野菜類が多く生産されていた。紙敷でも多くの農家によって農業が発達していた。紙敷には梨園も多くあり、観光梨園としても有名であった。しかし、土地区画整理事業や農業の衰退などで農家人口が激減した。平成12年には農家人口が5,000人程度まで減少した。現在は、観光梨園がいくつかある程度となっている。

## 紙敷土地区画整理事業
紙敷地区の東松戸駅を中心とした範囲を対象とした土地区画整理事業である。概要は次のとおり。
- 面積　45.6ha
- 計画人口　4560人（100人/ha）
- 総事業費　306.4億円
- 組合設立　1987年1月
- 着工　　　1990年10月
- 仮換地指定（2回目）2005年11月
- 本換地処分　2012年2月24日[6]
- 住所変更　2012年2月25日  町名は「紙敷」から「東松戸一丁目～東松戸四丁目（郵便番号 270-2225）」となった。
- 土地区画整理組合の解散　2016年7月19日[6]

紙敷土地区画整理事業地内への松戸市立総合医療センターの移設計画があったが、撤回された。松戸市役所の支所、市立図書館分館を設置する計画がある。

## 小・中学校の学区
市立小・中学校に通う場合、学区は以下の通りとなる。
| 大字・丁目 | 番地 | 小学校               | 中学校               |
| ---------- | --- | -------------------- | -------------------- |
| 紙敷       | 68～114番地、116番地の2、116番地の4～9、117番地の5～8 117番地の21～23・26、118～125番地、164～178番地 282～321番地、730番地、735番地、779番地、785番地 794～859番地、860番地の3、861番地の1、863番地の1 863番地の15～17・22・30・33、865～938番地 | 松戸市立東松戸小学校 | 松戸市立河原塚中学校 |
| 紙敷       | 115番地、116番地の1・3、117番地の1～4・9～20、455番地 510番地の2、511番地の2～3、512番地の2～3、513番地 514番地の3・5～6、515番地の4～7 | 松戸市立河原塚小学校 | 松戸市立河原塚中学校 |
| 紙敷       | 862番地の2・7〜8 | 松戸市立梨香台小学校 | 松戸市立河原塚中学校 |
| 紙敷       | 860番地の1～2・4、861番地の2～3・5 862番地（2・7〜8を除く） 863番地の2～4・18～21、864番地 | 松戸市立梨香台小学校 | 松戸市立第五中学校   |
| 紙敷       | その他 | 松戸市立東部小学校   | 松戸市立第五中学校   |
| 紙敷一丁目 | 全域 | 松戸市立東松戸小学校 | 松戸市立河原塚中学校 |
| 紙敷二丁目 | 全域 | 松戸市立東松戸小学校 | 松戸市立河原塚中学校 |
| 紙敷三丁目 | 全域 | 松戸市立東松戸小学校 | 松戸市立河原塚中学校 |

## 交通

### 鉄道
- JR武蔵野線：東松戸駅
- 北総鉄道：東松戸駅 / 松飛台駅

### バス
- 松戸新京成バス：東松戸線（東松戸駅・紙敷車庫～松戸駅東口） / 松飛台線（紙敷車庫・松飛台駅～五香駅） / 八柱線（東松戸駅・紙敷車庫～八柱駅）

### 道路
- 千葉県道51号市川柏線
- 都市計画道路3・3・7号線横須賀紙敷線
- 北千葉道路（一般国道464号）
- 都市計画道路3・4・12号紙敷高塚線〔主要地方道市川柏線〕
- 都市計画道路3・4・35号和名ケ谷紙敷線
- 市道176号

## 施設
行政
- 松戸市東部消防署
- 松戸市立図書館東松戸地域館(2021年に東部分館より移転)
- 松戸警察署東松戸交番
- 千葉県水道局松戸給水場

金融機関
- 松戸南郵便局
- JAとうかつ中央松戸南支店

医療・福祉
- 松戸市立福祉医療センター東松戸病院 - バス「市立東松戸病院入口」下車
- 松戸市東部老人福祉センター - バス「福祉センター入口」下車
- 東京病院
- 東松戸クリニック

教育
- 松戸市立東松戸小学校
- 松戸市立松戸高等学校
- 千葉県立松戸南高等学校

スポーツ
- 紙敷庭球場

観光
- 東松戸ゆいの花公園
- 観光梨園（地区内に点在している）
- 下総史料館（2005年末に閉館した）
- 紙敷さくら通り（市立高校前通り）

紙敷地区の北に隣接する田中新田地区（八柱霊園）との境界線上を走る道路の通称。沿道には472本の桜が植えられている。